# Alicia Barnett
Alicia Barnett (født 18. oktober 1993 i Gloucester, Storbritannien) er en professionel kvindelig tennisspiller fra Storbritannien.